# McLeod No 185
Pour les articles homonymes, voir McLeod.
McLeod No 185 est une municipalité rurale du Sud-Est de la Saskatchewan au Canada. Elle couvre une superficie de 886,6 km2 et a une population de 508 habitants en 2006. Les bureaux municipaux sont situés à Neudorf (en).

## Démographie
| 2001 | 2006 | 2011 | 2016 |
| ---- | ---- | ---- | ---- |
| 598  | 508  | 446  | 365  |

## Lieux patrimoniaux
Il y a trois lieux patrimoniaux sur le territoire de la municipalité rurale de McLeod No 18 :
- Le site historique des Pheasant-Forks, un site comprenant une école et une église. L'église, originellement appelée Zion Methodist Church ou Pheasant Forks Chuch, a été construite en 1905 par des colons méthodistes primitifs et fut utilisée jusqu'en 1963. De son côté, l'école de quatre classes a été construite en 1920.
- L'école Weissenberg, une école d'une classe construite en 1900 qui fut la première école séparée, c'est-à-dire une école publique catholique, en Saskatchewan. Elle fut utilisée jusqu'en 1964. Elle porta les noms de Weissenberg Roman Catholic Public School, Weissenberg Separate School et Weissenberg Teacherage.
- L'église luthérienne Zion, une église construite en 1892. Elle a été utilisée jusqu'en juin 1964. Depuis ce temps, un service historique y est tenu annuellement en juin.

## Transports
La municipalité rurale de McLeod No 18 comprend l'aéroport de Lemberg (en).